# 이스턴 (메릴랜드주)
이스턴(Easton)은 메릴랜드주 탤벗군의 군청 소재지이다. 2020년 인구 조사 기준 인구는 17,101명이었으며, 2022년 추정 인구는 17,342명이었다. 주요 ZIP 코드는 21601이고, 보조 ZIP 코드는 21606이다. 주요 전화 교환기는 822이며, 보조 교환기는 820, 763, 770이고, 지역 코드는 410이다.

## 역사

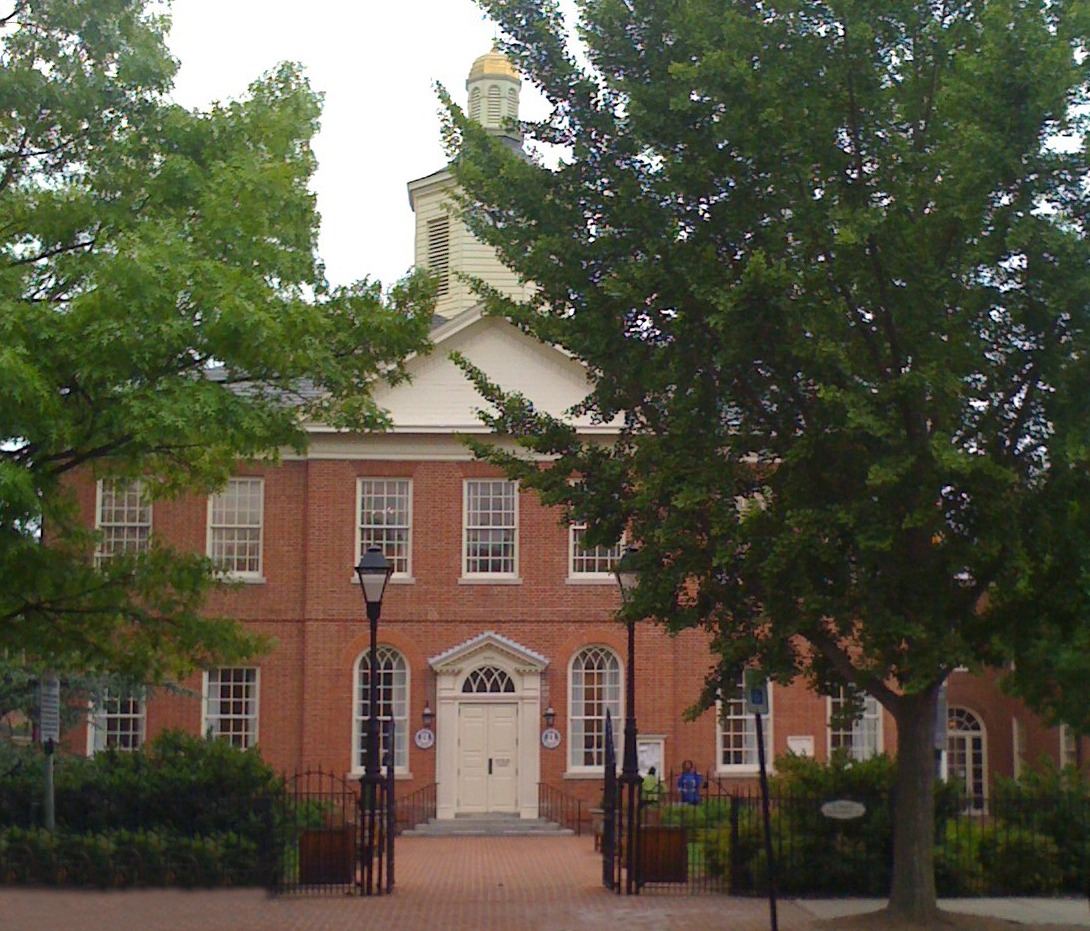
이스턴 다운타운의 법원

### 18세기
이스턴 마을은 1710년 11월 4일자 메릴랜드 의회 법령에 따라 공식적으로 시작되었다. 이 법령은 "피츠 브리지 근처 암스트롱 올드 필드에 탤벗 카운티 법원 건물을 짓는 법"이라는 제목이었다. 피츠 브리지는 트레드 에이본 또는 서드 헤이븐 강의 상류를 형성하는 시내를 가로질렀다. 이 다리는 현재 탈봇타운 쇼핑센터 북쪽의 암거에 둘러싸여 전기 플랜트 부지 아래를 지나가는 노스 워싱턴 스트리트가 이 시내를 가로지르는 지점에 위치했다. 이 날짜 이전에 법원은 스킵턴 크릭 어귀 근처의 요크에서 회의를 가졌다. 법원은 이 위치가 군의 모든 지역에 편리하지 않다고 판단하여 위치를 변경하기 위해 위에서 언급한 의회 법령이 통과되었다. 이 법령의 결과로 필레몬 암스트롱으로부터 15,000파운드의 담배 값으로 2에이커의 땅을 매입했다. 현재 탤벗군 법원이 서 있는 바로 그 부지에 20x30피트 크기의 벽돌 건물인 법원 건물이 115,000파운드의 담배 값으로 건설되었다. 군 법원은 1712년부터 1794년까지 이 건물에서 열렸다. 법원 참석자들을 수용하기 위한 선술집이 처음 지어진 건물 중 하나였으며, 상점과 주거지가 뒤따랐다. 마을은 그때 "탤벗 법원"으로 알려졌다. 이들은 이 지역의 첫 건물은 아니었다. 퀘이커 교도들의 목조 집회소는 1682년에서 1684년 사이에 지어졌다. 와이 플랜테이션은 1650년대에 웨일스 청교도이자 부유한 농장주인 에드워드 로이드에 의해 정착되었으며, 그 가족의 11대 후손이 소유하고 거주하고 있다.
이스턴은 세인트 마이클스 동쪽에 위치해 있어 그렇게 이름 붙여졌을 수도 있지만, 잉글랜드 서머싯주의 이스턴의 이름을 따랐을 가능성이 더 크다.

### 20세기
1916년, 이 마을은 탤벗군 출신의 남부 연합군 병사들을 기리기 위해 "탤벗 보이스" 동상을 세웠다. 이 동상은 수년간의 논란 끝에 2022년 철거되기 전까지 107년 동안 서 있었다.
1919년, 트래프 출신의 흑인 농부 아이재아 파운틴은 이스턴 쇼어에서 합법적으로 처형된 마지막 사람이었다. 이 사건은 전국적인 헤드라인을 장식하며 인종 불의에 대한 분노를 불러일으켰다. 재판 첫날, 2,000명의 폭도가 법원 경내에 모여 파운틴을 붙잡아 린치하려 했다. 이는 현재까지 탤벗군 역사상 가장 큰 폭력 사태였다.

### 21세기
2008년, 에두아르 쿠르테스가 그린 파리 거리 풍경의 잃어버린 그림이 이스턴의 굿윌 인더스트리 상점에 기부된 물품들 사이에서 발견되었다. 상점 매니저가 서명된 원본임을 알아챈 후, 그 그림은 소더비스 경매에서 40,600달러에 낙찰되었다.
2011년, 지역 관리들은 북부 탤벗군의 와이 강 플랜테이션에서 1818년 노예로 태어난 저명한 노예제 폐지론자 프레더릭 더글러스의 동상을 세웠다.
2015년과 2020년 8월, 탤벗군 의회는 탤벗 보이스 동상 철거에 반대표를 던졌으나, 2021년 9월에는 동상을 철거하기로 의결했다. 2022년 3월 14일, 동상이 철거되었다.
2018년, 이스턴은 포브스에 의해 미국에서 가장 멋진 휴가 주택 구매 장소 5곳 중 하나로 선정되었다.

## 지리
미국 인구조사국에 따르면, 이 마을의 총 면적은 10.67 제곱마일 (27.64 km2)이며, 그 중 육지는 10.56 제곱마일 (27.35 km2), 수면은 0.11 제곱마일 (0.28 km2)이다.

### 기후
이 지역의 기후는 덥고 습한 여름과 대체로 온화하거나 서늘한 겨울이 특징이다. 쾨펜의 기후 구분에 따르면, 이스턴은 온난 습윤 기후 (Cfa)를 가진다.

## 인구 통계
| 인구조사              | 인구   | Note | %±     |
| --------------------- | ------ | ---- | ------ |
| 1850년                | 1,413  |      | —      |
| 1860년                | 1,358  |      | −3.9%  |
| 1870년                | 2,110  |      | 55.4%  |
| 1880년                | 3,005  |      | 42.4%  |
| 1890년                | 2,939  |      | −2.2%  |
| 1900년                | 3,074  |      | 4.6%   |
| 1910년                | 3,083  |      | 0.3%   |
| 1920년                | 3,443  |      | 11.7%  |
| 1930년                | 2,092  |      | −39.2% |
| 1940년                | 4,528  |      | 116.4% |
| 1950년                | 4,836  |      | 6.8%   |
| 1960년                | 6,337  |      | 31.0%  |
| 1970년                | 6,809  |      | 7.4%   |
| 1980년                | 7,536  |      | 10.7%  |
| 1990년                | 9,372  |      | 24.4%  |
| 2000년                | 11,708 |      | 24.9%  |
| 2010년                | 15,945 |      | 36.2%  |
| 2020년                | 17,101 |      | 7.2%   |
| U.S. Decennial Census |        |      |        |

2020년 인구 조사 현재, 이 마을에는 17,101명의 사람, 7,195가구, 4,079가구가 거주하고 있다. 인구 밀도는 1,509.9 명 매 제곱마일 (583.0/km2)이었다. 평균 밀도 701.2 매 제곱마일 (270.7/km2)에 7,405채의 주택이 있었다. 마을의 인종 구성은 백인 73.1%, 아프리카계 미국인 17.2%, 아메리카 원주민 0.2%, 아시아계 2.1%, 태평양 섬 주민 0.1%, 기타 인종 5.1%, 두 가지 이상의 인종 출신 2.3%였다. 모든 인종의 히스패닉 또는 라틴계는 인구의 9.8%를 차지했다.
총 6,711가구 중 29.2%는 18세 미만의 자녀를 양육하고 있었고, 42.8%는 동거하는 기혼 부부였으며, 13.8%는 남편이 없는 여성 가장이었고, 4.2%는 아내가 없는 남성 가장이었으며, 39.2%는 비가족이었다. 전체 가구의 33.1%는 개인이 구성하고 있었고, 16.9%는 65세 이상의 독거 노인이었다. 평균 가구 규모는 2.32명이었고 평균 가족 규모는 2.92명이었다.
이 마을의 중위 연령은 41.2세였다. 거주자의 22.3%는 18세 미만이었고, 7.6%는 18세에서 24세 사이였으며, 24.8%는 25세에서 44세, 24.1%는 45세에서 64세, 21.2%는 65세 이상이었다. 이 마을의 성별 구성은 남성 46.4%, 여성 53.6%였다.
이 마을 가구의 중위 소득은 94,991달러였다. 인구의 11.5%가 빈곤선 아래에 있었으며, 18세 미만 인구의 12.9%와 65세 이상 인구의 12.9%가 포함된다.

## 이웃
- 애쉬비 커먼스
- 애쉬비 파크
- 비치우드
- 브레트리지
- 캘버트 테라스
- 채플 이스트
- 쿡스 호프
- 크로프턴
- 이스턴 클럽
- 이스턴 빌리지
- 골턴

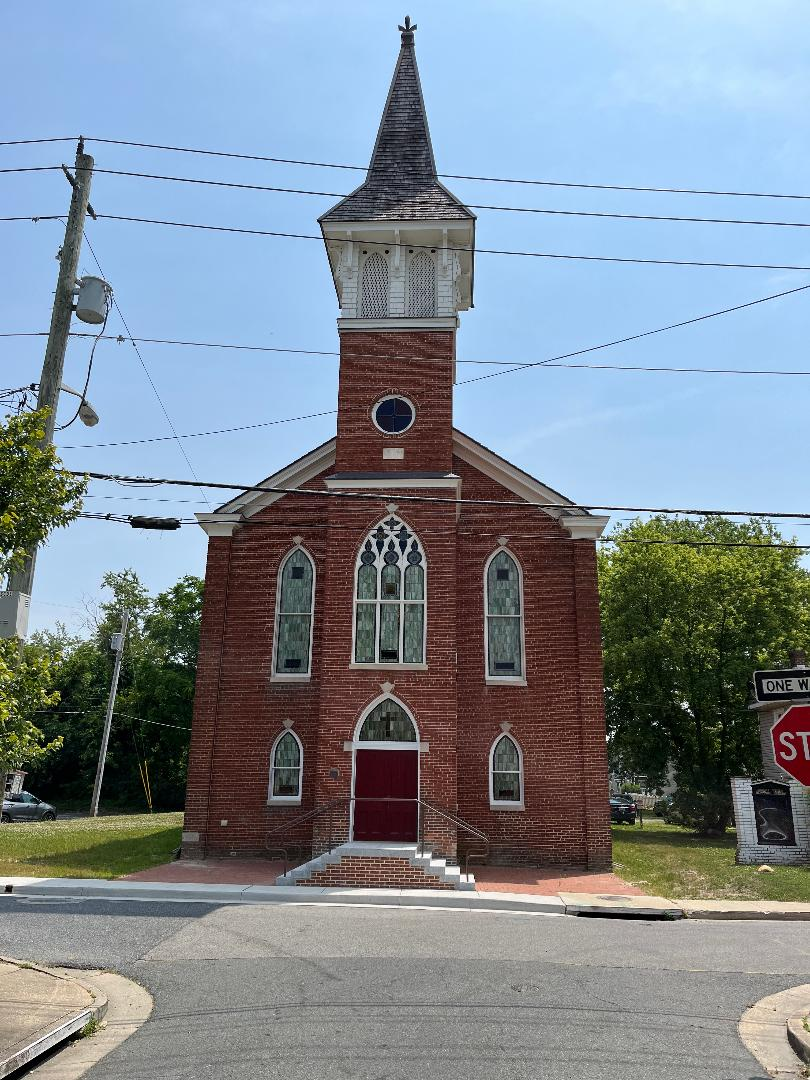
힐에 있는 애스베리 감리교 감독 교회

- 더 힐 (미국에서 가장 오래된 자유 흑인 공동체, 1790년경)
- 레이크랜드
- 멀베리 스테이션
- 세인트 오빈스 하이츠
- 사우스 비치우드
- 사우스 클리프턴
- 스토니 리지 (코빈 파크웨이)
- 매튜스타운 런
- 더 웨이랜즈

## 인프라

### 교통

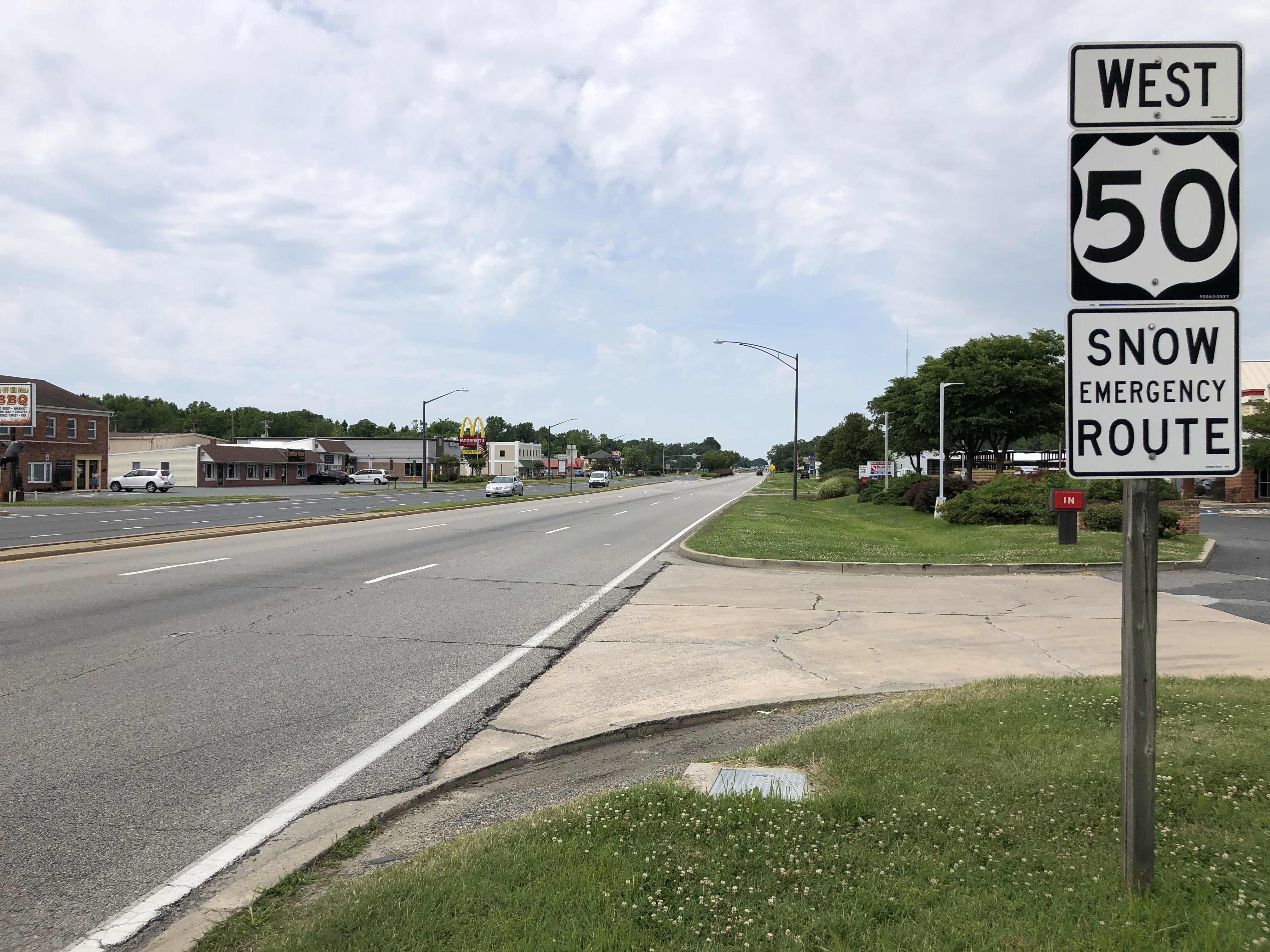
이스턴의 서쪽 방향 US 50

미국 국도 제50호선은 오션 게이트웨이를 따라 마을 동부를 남북으로 가로지르며, 북서쪽으로 체서피크 베이 브리지를 향하고 남동쪽으로 캠브리지, 솔즈베리, 오션시티를 향한다. 메릴랜드 주도 제322호선은 이스턴 파크웨이를 따라 이스턴 서쪽을 우회한다. 워싱턴 스트리트는 이스턴의 주요 거리 역할을 하며 남북으로 뻗어 있으며, 최남단 구간은 MD 322와 메릴랜드 주도 제565호선의 일부로 연결된다. 메릴랜드 주도 제33호선은 베이 스트리트에서 워싱턴 스트리트 서쪽으로 향하며, 세인트 마이클스와 틸먼 아일랜드로 이어진다. 메릴랜드 주도 제333호선은 피치블라썸 로드에서 워싱턴 스트리트 남서쪽으로 향하며, 서쪽으로 옥스퍼드로 이어진다. 메릴랜드 주도 제334호선은 MD 322와 워싱턴 스트리트 사이의 포트 스트리트를 따라 이어진다. 골즈버러 스트리트는 이스턴 시내에서 동쪽으로 향하며 US 50을 건너면 메릴랜드 주도 제328호선이 되어 북동쪽으로 덴턴으로 이어진다. 도버 스트리트는 이스턴 시내에서 동쪽으로 향하며 US 50을 건너면 메릴랜드 주도 제331호선이 되어 남동쪽으로 프레스턴과 비엔나로 이어진다. 메릴랜드 주도 제309호선은 이스턴 북쪽 US 50에서 시작하여 북동쪽으로 퀸 앤으로 향한다. 메릴랜드 주도 제662호선은 이스턴에서 북쪽으로 향하며 US 50과 평행을 이룬다.
이스턴 북쪽에 이스턴 공항이라는 일반 항공 공항이 위치해 있다. 상업 항공 서비스를 제공하는 이스턴에서 가장 가까운 공항은 솔즈베리 근처의 솔즈베리–오션시티–위코미코 지역공항과 볼티모어 근처의 볼티모어–워싱턴 국제공항이다.
델마바 커뮤니티 트랜싯은 이스턴에 버스 서비스를 제공하며, 탤벗, 퀸앤스, 켄트, 캐럴라인, 도체스터 카운티의 마을로 여러 노선을 운행하며, 체서피크 칼리지로 가는 셔틀과 이스턴 내 지점을 운행하는 지역 노선 C 및 노선 D 버스도 제공한다.

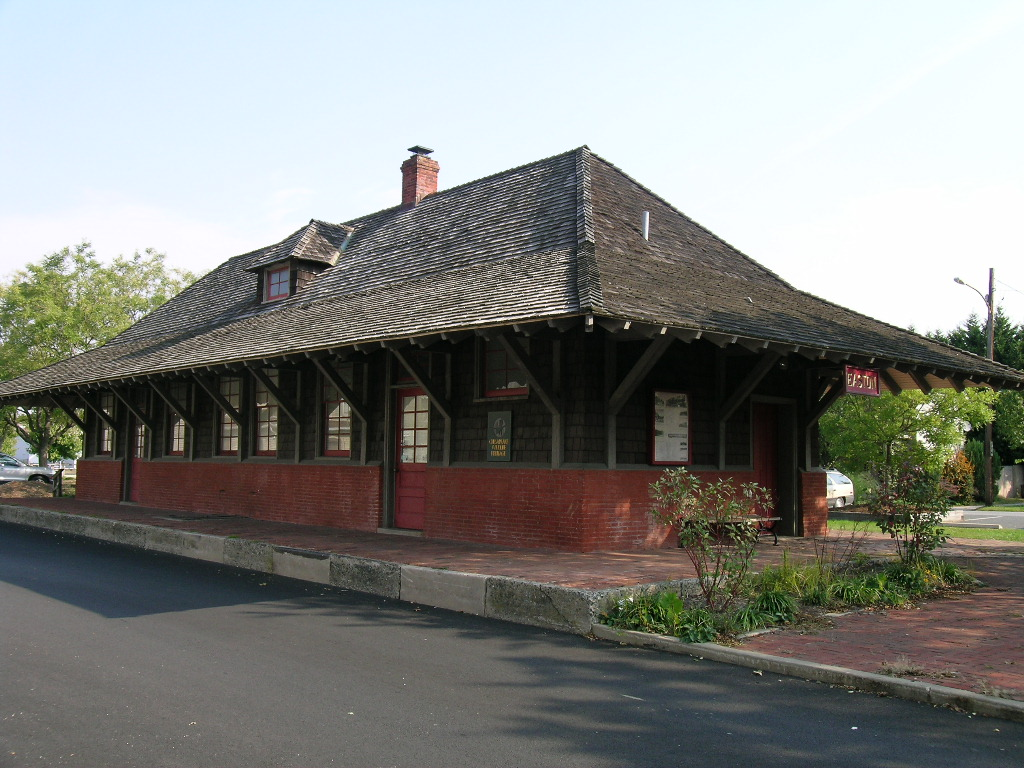
이스턴의 기차역

펜실베이니아 철도는 1940년대 후반까지 뉴욕과 필라델피아에서 이스턴까지 열차를 운행했다.

### 공공시설
이스턴 타운이 소유한 이스턴 유틸리티는 마을에 전기, 천연가스, 수도, 하수 서비스, 케이블, 인터넷 및 전화 서비스를 제공한다. 이 유틸리티 위원회는 1914년에 설립되었고 1923년에 모든 유틸리티 서비스를 통제하게 되어 이스턴은 주에서 모든 유틸리티 서비스를 소유한 최초의 지역 사회가 되었다. 이스턴 유틸리티는 10,000명 이상의 고객에게 전기를 공급하며, 대부분의 전기는 구매하고 일부는 고가 시 마을에서 자체적으로 생산하기도 한다. 마을은 두 곳의 부지에 총 용량 69메가와트의 디젤 발전기 18대를 소유하고 있는데, 하나는 1923년에 건설된 워싱턴 스트리트 시내 중심의 발전소이고 다른 하나는 이스턴 공항 근처에 위치한다. 이스턴 유틸리티는 4,500명 이상의 고객에게 천연가스를 공급하며, 천연가스는 Eastern Shore Natural Gas Company에서 구매한다. 마을의 천연가스 공급은 멕시코만에서 주간 파이프라인을 통해 페더럴스버그까지 파이프를 통해 운반되며, 여기서 100 마일 (160 km)의 강철 및 플라스틱 본관이 이스턴의 고객에게 가스를 공급한다. 1923년부터 천연가스 유틸리티를 소유해 온 마을은 웨스트 스트리트의 발전소에서 석탄을 태워 고객에게 가스를 공급했으나 1966년에 천연가스로 전환했다. 이스턴 유틸리티는 메릴랜드에서 유일한 시립 천연가스 유틸리티이다. 이스턴 유틸리티는 6,800명의 고객에게 물을 공급하며, 84 마일 (135 km)의 수도 본관과 550개 이상의 소화전을 보유하고 있다. 마을은 지하 대수층에서 물을 끌어오는 6개의 우물에서 물을 얻으며, 이 물은 처리되어 저장된다. 이스턴 유틸리티는 약 6,800명의 고객에게 하수 서비스를 제공하며, 90 마일 (140 km) 이상의 하수 본관, 6개의 펌프 스테이션 및 하수 처리장을 운영한다. 이스턴 유틸리티의 케이블 서비스인 이스턴 벨로시티는 미국 내 몇 안 되는 시립 케이블 시스템 중 하나이다. 이스턴의 케이블 시스템은 1984년에 처음 구축되었고 2001년에 하이브리드 광섬유/동축 디자인으로 업그레이드되었다. 이스턴 유틸리티를 통한 인터넷 서비스는 이스턴 벨로시티 브랜드로 제공되며, 광섬유 네트워크를 활용한다. 이스턴 유틸리티의 전화 서비스는 이스턴 벨로시티 디지털보이스 브랜드로 운영된다. 마을의 공공 사업 부서는 이스턴에 쓰레기 및 재활용품 수거를 제공하며, 쓰레기 수거는 자동 팁퍼 통을 사용한다.

### 건강 관리
University of Maryland Shore Regional Health는 이스턴에 University of Maryland Shore Medical Center at Easton을 운영하며, 이 병원은 112개 병상, 20개의 급성기 입원 병상, 응급실을 갖추고 있다. 1906년, 윌리엄 R. 마틴 판사는 메리 바틀렛 딕슨에게 회계사 역할을 맡아 메릴랜드주 이스턴에 병원을 설립하도록 위촉했다. 그녀는 임대한 건물에서 병원을 시작했는데, 나중에 불에 타버렸다. 딕슨과 엘리자베스 라이트 딕슨은 기념 병원 건설을 위해 43,000달러를 받았다. 두 여성은 1907년에 간호학교를 시작했다. 이 학교는 자원봉사자들이 운영했다.

## 스포츠
이스턴은 마이너 리그 베이스볼의 본거지였으며, 이스턴 양키스와 다른 이스턴 팀들은 1924년부터 1949년 사이에 클래스 D 수준의 이스턴 쇼어 리그의 일원으로 경기를 펼쳤다. 미국 야구 명예의 전당 회원인 홈런 베이커와 지미 폭스 모두 이스턴에서 뛰었다.

## 대중문화 속의 이스턴
옥타비아 버틀러의 소설 《킨드레드》는 부분적으로 이스턴 근처의 가상의 플랜테이션을 배경으로 한다.
2005년 영화 《웨딩 크래셔》의 대부분은 이스턴의 엘렌보로 부동산에서 촬영되었다.

## 저명한 인물
- 루스 콕스 애덤스, 노예제 폐지론자
- 해럴드 베인스, MLB 야구 선수, 명예의 전당 회원
- 버치 베이, 인디애나주 출신 미국 상원의원 (1963–1981)
- J. 해리 코빙턴, 메릴랜드 제1선거구의 미국 하원의원
- 딜라이노 디실즈 주니어, MLB 야구 선수
- 프랜시스 패런드 닷지, (1878 - 1969), 예술가
- 프레더릭 더글러스, 작가이자 노예제 폐지론자[45]
- 찰스 호퍼 깁슨, 미국 상원의원 및 하원의원, 래트클리프 매너 거주
- 지니 해더웨이-리시오, 메릴랜드 하원 의원
- 레슬리 홀드리지, 20세기 기후학자
- 윌리엄 S. 혼, 메릴랜드 하원 의원, 판사, 변호사
- 해리 휴스, 메릴랜드 주지사 (1979–1987)
- 에드워드 로이드 (메릴랜드 식민지 총독) (1670–1718), 메릴랜드 식민지 총독, 1709–1714
- 에드워드 로이드 (대륙회의) (1744–1796), 총독의 손자, 대륙회의 메릴랜드 대표
- 존 A. 모니, 아이젠하워 가족의 개인 비서 1942-78
- 크리스 무어, 아메리칸 파이 및 굿 윌 헌팅 등 영화 제작자
- 윌리엄 오. 밀스, 메릴랜드 제1선거구의 미국 하원의원
- 존 블레이크 라이스, 1865년부터 1869년까지 일리노이주 시카고 시장.
- 매기 로저스, 가수, 작곡가, 프로듀서
- 윌리엄 피어스 로저스 (1913–2001), 아이젠하워 및 닉슨 대통령 행정부 내각 관료
- 제임스 W. 라우스, 부동산 개발업자, 시민 운동가, 자유 기업 기반의 자선가
- 포레스트 슈리브, 식물학자
- 제라드 C. 스미스, 변호사이자 모스크바-워싱턴 핫라인 관련 군비 통제 전문가
- 필립 F. 토머스, 메릴랜드 주지사 (1848–1851), 뷰캐넌 대통령 재임 기간 미국의 재무장관 (1860–1861)
- 오스왈드 틸먼, 남부 연합군 장교, 변호사, 작가, 정치인
- 텐치 틸먼, 조지 워싱턴의 전속부관
- 앤 트루잇, 원초적 미니멀리즘 조각가

## 주목할 만한 명소
- 아카데미 미술관

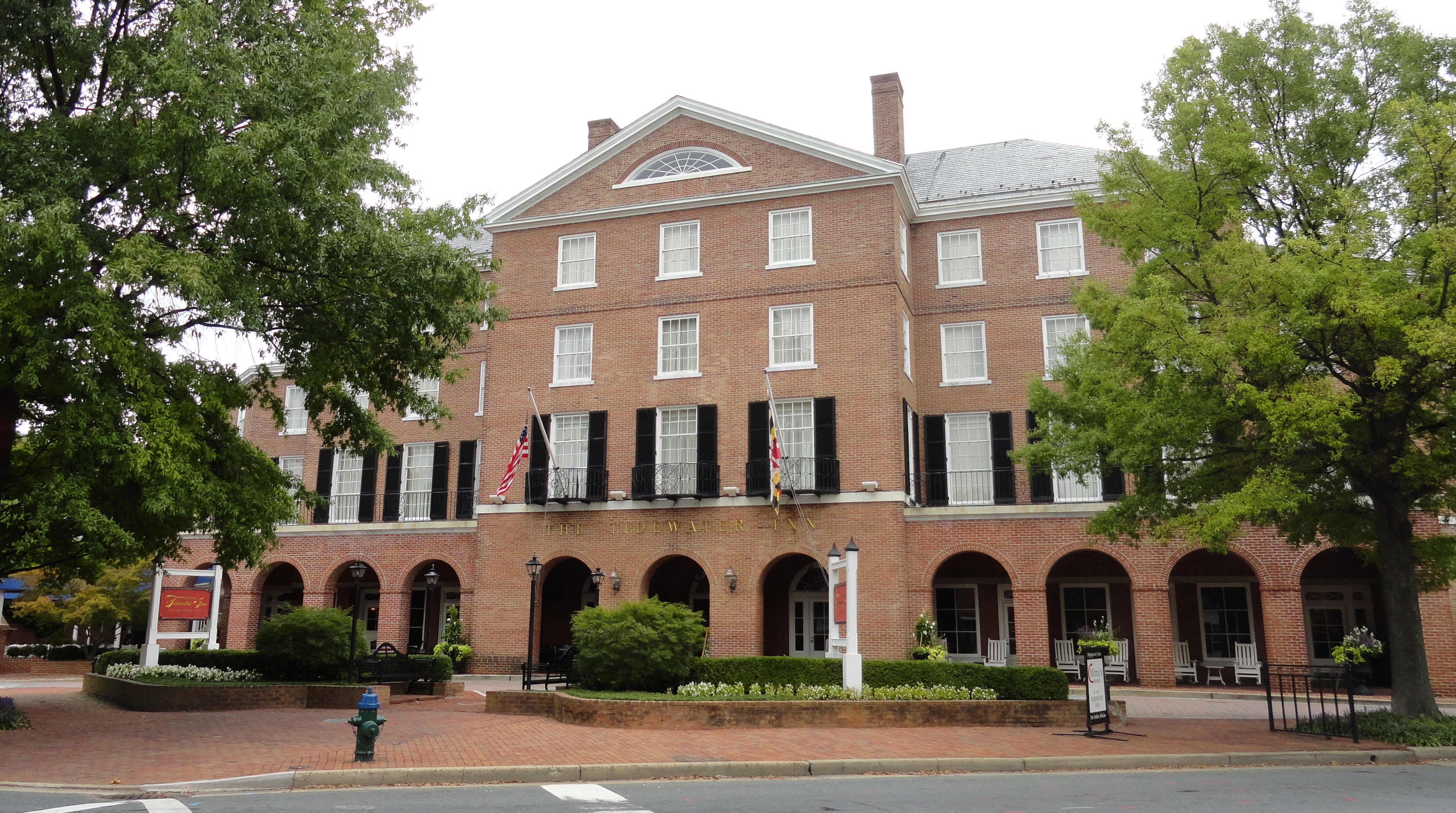
타이드워터 인

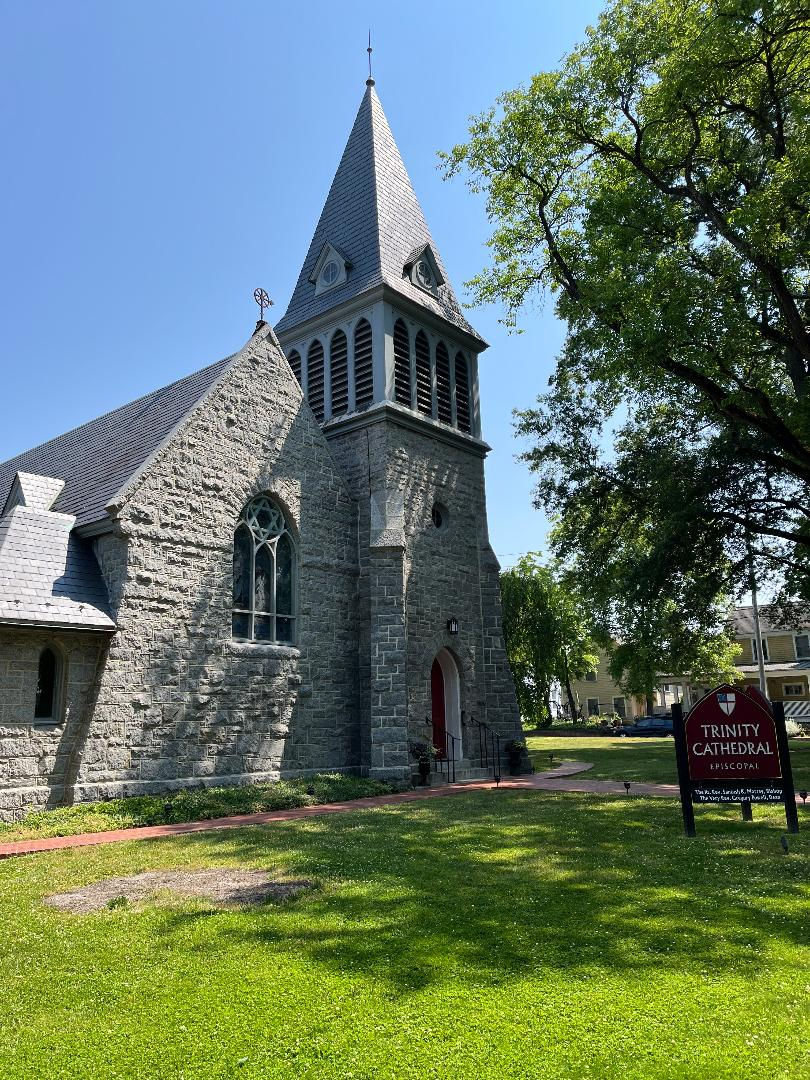
트리니티 대성당

- 올 세인츠 교회 (이스턴, 메릴랜드주) - 미국 국립사적지에 등재.[46]
- 디 앵커리지 (이스턴, 메릴랜드주) - 미국 국립사적지에 등재.[46]
- 아발론 극장 (이스턴, 메릴랜드주)
- 돈캐스터 타운 부지 - 미국 국립사적지에 등재.[46]
- 호프 하우스 (이스턴, 메릴랜드주)
- 란다프 하우스 - 미국 국립사적지에 등재.[46]
- 미르틀 그로브 (이스턴, 메릴랜드주) - 미국 국립사적지에 등재,[46] Historic American Buildings Survey의 일부[47]
- 올드 블룸필드 - 미국 국립사적지에 등재,[46] Historic American Buildings Survey의 일부[47]
- 랫클리프 매너 - Historic American Buildings Survey의 일부[47]
- 스프링 힐 묘지 (이스턴, 메릴랜드주)
- 세인트 존스 채플 오브 세인트 마이클스 패리시 - 미국 국립사적지에 등재.[46]
- 탤벗 보이스 - 2022년 버지니아주 크로스 키스 전장으로 이전
- Third Haven Meeting House, Historic American Buildings Survey의 일부[47]
- 타이드워터 인 - 미국 국립사적지에 등재.[46]
- 트리니티 대성당 (이스턴, 메릴랜드주)
- 트로스 포춘 - 미국 국립사적지에 등재,[46] Historic American Buildings Survey의 일부[47]
- 와이 하우스 - 미국 국립사적지에 등재.[46]
- 와이 타운 농가 - 미국 국립사적지에 등재.[46]